# Arrondissement Avranches
Arrondissement Avranches je francouzský arrondissement ležící v departementu Manche v regionu Normandie.

## Kantony
- Avranches
- Bréhal (část)
- Granville
- Isigny-le-Buat
- Le Mortainais
- Pontrson
- Saint-Hilaire-du-Harcouët
- Villedieu-les-Poêles (část)